# Jean Mouillère
Jean Mouillère (* 31. Juli 1941) ist ein französischer klassischer Violinist und Musikpädagoge. Er wurde musikalisch vor allem als Gründer des Quatuor Via Nova bekannt.

## Leben und Werk
Jean Mouillère studierte am Conservatoire National Supérieur de Musique de Paris Violine bei Laurent Charmie und Kammermusik bei Joseph Calvet. Zum Abschluss seiner Studien gewann er an diesem Konservatorium einen ersten Preis. 1962 reiste er für einige Monate auf Einladung von Charles Münch zu Konzerten in die Vereinigten Staaten und absolvierte anschließend eine Welttournee.
Als Orchestersolist spielte er vor allen Dingen unter Dirigenten wie Michel Plasson, Rudolph Alberth, Gunter Herbig, Armin Jordan und den Orchestern von Paris, Dresden, Franz Liszt aus Budapest und der französischsprachigen Schweiz. Als Kammermusiker gründete er 1968 das Quarto Via Nova, das nach dem Quatuor Capet und dem Quatuor Calvet die Tradition des französischen Streichquartettes fortsetzt.
Mouillère wirkte als Professor für Violine am Conservatoire National Supérieur de Musique de Paris. Er gibt Meisterkurse an verschiedenen Akademien und an der Yale University. 1980 eröffnete er die erste Konzert- und Lehreinrichtung für klassische Musik in China.
Jean Mouillère wurde vielfach ausgezeichnet. So erhielt er zweimal für Tonträgereinspielungen den Grand Prix du Disque. Er wurde zum Officier des Art et Lettres ernannt. Er erhielt den Prix George Enescu. Jean Mouillère malt in seiner Freizeit hobbymäßig aus Passion.